# Menno Jan ter Haseborg

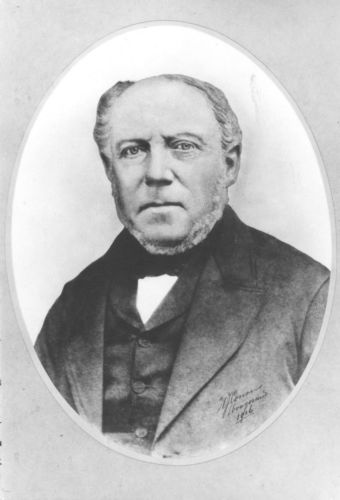
Ter Haseborg ca. 1856

Menno Jan ter Haseborg (Scheemda, 4 april 1811 - Scheemda, 9 mei 1881) was een Nederlands burgemeester.

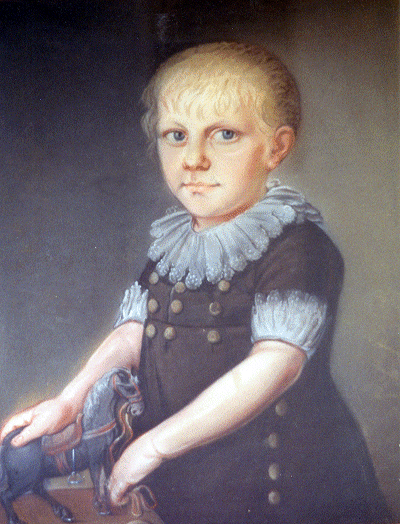
Ter Haseborg als kind

Ter Haseborg werd geboren in Scheemda als zoon van Jan ter Haseborg, landbouwer en burgemeester, en Heika Stheeman. Hij kwam uit een niet onbemiddeld gezin. Rond 1821 liet vader Ter Haseborg de familie vastleggen door Berend Wierts Kunst.
Hij studeerde rechten en werd advocaat in Hoogezand. Hij was in 1849 de eerste secretaris van de pas opgerichte Vereniging tot Plaatselijk Nut. Een jaar later volgde hij Johan Rengers Hora Siccama op als burgemeester van Hoogezand. Hij was daarnaast 1850-1851 gemeentesecretaris. In 1856 werd hij als burgemeester opgevolgd door J.J. Bleeker. Ter Haseborg vestigde zich daarna weer in zijn geboorteplaats.